# استان سوفالا
سوفالا (پرتغالی: Sofala) استانی واقع‌در موزامبیک است که در بخش شرقی موزامبیک مرکزی قرار گرفته‌است. استان سوفالا ۶۸٬۰۱۸ کیلومتر مربع (۲۶٬۲۶۲ مایل مربع) مساحت دارد و در سرشماری سال ۲۰۰۷ میلادی، ۱٬۶۴۲٬۹۲۰ نفر جمعیت داشته‌است. بیرا مرکز استان است و نام آن از بندر مخروبهٔ سوفالا، متعلق به دوران پادشاهی موتاپا، که به فاصلهٔ ۳۵ کیلومتر (۲۲ مایل) در جنوب آن قرار دارد، گرفته شده‌است.